# Johannes Hesekiel
Johannes Hesekiel (ur. 31 maja 1835 w Altenburgu, zm. 21 lipca 1918 w Wernigerode) – niemiecki duchowny ewangelicki, teolog, generalny superintendent Kościoła Ewangelickiego w Wielkopolsce.

## Życiorys
Po ukończeniu gimnazjum w rodzinnym Altenburgu studiował teologię ewangelicką w Jenie i Erlangen. Od 1868 r. był proboszczem w kościele św. Ambrożego w Magdeburgu, gdzie przyczynił się do budowy nowej świątyni. Był także współzałożycielem Saksońskiego Towarzystwa Opieki nad Byłymi Więźniami.
W 1883 r. wydział teologiczny Uniwersytetu w Halle przyznał mu tytuł doktora honoris causa.
W latach 1886–1910 pełnił funkcję generalnego superintendenta Kościoła Ewangelickiego w Prowincji Poznańskiej Prus i proboszcza Kościoła Najświętszego Zbawiciela w Poznaniu. 
Jego następcą na stanowisku superintendenta był Paul Blau.
Ostatnie lata życia spędził w Wernigerode. Jest patronem ulicy w Magdeburgu.